# Kvalifikace na Mistrovství světa ve fotbale 2002 (UEFA) – skupina 6
Zápasy této kvalifikační skupiny na Mistrovství světa ve fotbale 2002 se konaly v letech 2000 a 2001. Z pěti účastníků si postup na závěrečný turnaj vybojoval vítěz skupiny. Celek na druhém místě hrál baráž.

## Tabulka
| Tým        | Z | V | R | P | GV | GI | +/- | B  |
| ---------- | - | - | - | - | -- | -- | --- | -- |
| Chorvatsko | 8 | 5 | 3 | 0 | 15 | 2  | 13  | 18 |
| Belgie     | 8 | 5 | 2 | 1 | 25 | 6  | 19  | 17 |
| Skotsko    | 8 | 4 | 3 | 1 | 12 | 6  | 6   | 15 |
| Lotyšsko   | 8 | 1 | 1 | 6 | 5  | 16 | -11 | 4  |
| San Marino | 8 | 0 | 1 | 7 | 3  | 30 | -27 | 1  |

## Zápasy
| 2. září 2000                             |          |                       |                            |
| Lotyšsko                                 | 0 – 1    | Skotsko               | Skonto, Riga diváci: 9 200 |
| Marian Pahars 78' Valentīns Lobaņovs 85' | (Report) | Neil McCann 89' 90+2' | Skonto, Riga diváci: 9 200 |

| 2. září 2000          |          |                                                                 |                                      |
| Belgie                | 0 – 0    | Chorvatsko                                                      | Raja Baudouin, Brusel diváci: 27 510 |
| Yves Vanderhaeghe 87' | (Report) | Niko Kovač 11' Igor Bišćan 68' Robert Kovač 73' Davor Šuker 85' | Raja Baudouin, Brusel diváci: 27 510 |

| 7. října 2000                                 |          |                                    |                                             |
| San Marino                                    | 0 – 2    | Skotsko                            | Stadium Olimpiade, Serravalle diváci: 4 377 |
| Federico Gasperoni 56' Simone Bacchiocchi 57' | (Report) | Matt Elliott 70' Don Hutchison 72' | Stadium Olimpiade, Serravalle diváci: 4 377 |

| 7. října 2000     |          |                                                                     |                            |
| Lotyšsko          | 0 – 4    | Belgie                                                              | Skonto, Riga diváci: 7 311 |
| Juris Laizans 90' | (Report) | Marc Wilmots 5' Bob Peeters 13' Jurgen Cavens 83' Gert Verheyen 90' | Skonto, Riga diváci: 7 311 |

| 11. října 2000                 |          |                                                                                            |                                 |
| Chorvatsko                     | 1 – 1    | Skotsko                                                                                    | Maksimir, Záhřeb diváci: 17 995 |
| Alen Bokšić 15' Niko Kovač 89' | (Report) | Kevin Gallacher 24' Allan Johnston 27' Gary Naysmith 47' Paul Dickov 77' Don Hutchison 88' | Maksimir, Záhřeb diváci: 17 995 |

| 15. listopadu 2000 |          |                                               |                                           |
| San Marino         | 0 – 1    | Lotyšsko                                      | Stadium Olimpiade, Serravalle diváci: 517 |
|                    | (Report) | Aleksandrs Jelisejevs 9' Imants Bleidelis 80' | Stadium Olimpiade, Serravalle diváci: 517 |

| 28. února 2001 |          |                                                     |                                      |
| Belgie | 10 – 1   | San Marino                                          | Raja Baudouin, Brusel diváci: 40 104 |
| Yves Vanderhaeghe 10' 50' Émile Mpenza 13' Bart Goor 26' 60' Walter Baseggio 64' Marc Wilmots 72' Bob Peeters 76' 84' 88' | (Report) | Simone Della Balda 8' Ivan Bugli 87' Andy Selva 90' | Raja Baudouin, Brusel diváci: 40 104 |

| 24. března 2001    |          | |                                      |
| Skotsko            | 2 – 2    | Belgie | Hampden Park, Glasgow diváci: 37 480 |
| Billy Dodds 2' 27' | (Report) | Eric Deflandre 27' Yves Vanderhaeghe 35' Marc Wilmots 58' Bob Peeters 78' Daniel Van Buyten 90' Émile Mpenza 90+2' | Hampden Park, Glasgow diváci: 37 480 |

| 24. března 2001                                                                     |          |                                                           |                                            |
| Chorvatsko                                                                          | 4 – 1    | Lotyšsko                                                  | Stadium Gradski Vrt, Osijek diváci: 13 345 |
| Boško Balaban 8' 42' 45' Davor Vugrinec 43' 89' Igor Tudor 64' Mario Cvitanović 81' | (Report) | Juris Laizāns 10' Igors Troickis 30' Andrejs Štolcers 60' | Stadium Gradski Vrt, Osijek diváci: 13 345 |

| 28. března 2001                                            |          |                                      |                                      |
| Skotsko                                                    | 4 – 0    | San Marino                           | Hampden Park, Glasgow diváci: 27 313 |
| Colin Hendry 22' 33' Billy Dodds 34' Colin Cameron 45' 63' | (Report) | Riccardo Muccioli 55' Andy Selva 88' | Hampden Park, Glasgow diváci: 27 313 |

| 25. dubna 2001                       |          |                                                        |                            |
| Lotyšsko                             | 1 – 1    | San Marino                                             | Skonto, Riga diváci: 4 000 |
| Marian Pahars 1' Igors Stepanovs 10' | (Report) | Ivan Bugli 39' Nicola Albani 59' Riccardo Muccioli 64' | Skonto, Riga diváci: 4 000 |

| 2. června 2001                                                                               |          |                                                |                                      |
| Belgie                                                                                       | 3 – 1    | Lotyšsko                                       | Raja Baudouin, Brusel diváci: 32 000 |
| Marc Wilmots 1' 50' Émile Mpenza 21' Joos Valgaeren 37' Johan Walem 58' Bertrand Crasson 64' | (Report) | Marian Pahars 29' 51' Oļegs Blagonadeždins 59' | Raja Baudouin, Brusel diváci: 32 000 |

| 2. června 2001                                                                                |          |                   |                                                   |
| Chorvatsko                                                                                    | 4 – 0    | San Marino        | Stadium Anđelko Herjavec, Varaždin diváci: 15 000 |
| Goran Vlaović 3' Boško Balaban 29' Robert Kovač 31' Davor Šuker 54' (pen.) Davor Vugrinec 61' | (Report) | Nicola Albani 11' | Stadium Anđelko Herjavec, Varaždin diváci: 15 000 |

| 6. června 2001                                                                       |          |                                         |                            |
| Lotyšsko                                                                             | 0 – 1    | Chorvatsko                              | Skonto, Riga diváci: 5 000 |
| Aleksandrs Isakovs 20' Juris Laizāns 41' Vitālijs Astafjevs 48' Andrejs Štolcers 73' | (Report) | Boško Balaban 39' Robert Prosinečki 72' | Skonto, Riga diváci: 5 000 |

| 6. června 2001                                                         |          |                                                         |                                             |
| San Marino                                                             | 1 – 4    | Belgie                                                  | Stadium Olimpiade, Serravalle diváci: 1 538 |
| Andy Selva 11' Simone Bacchiocchi 28' Nicola Albani 38' Ivan Bugli 76' | (Report) | Marc Wilmots 10' 90' Gert Verheyen 61' Wesley Sonck 69' | Stadium Olimpiade, Serravalle diváci: 1 538 |

| 1. září 2001                     |          |                                                    |                                      |
| Skotsko                          | 0 – 0    | Chorvatsko                                         | Hampden Park, Glasgow diváci: 47 584 |
| Matt Elliott 22' Neil McCann 23' | (Report) | Zvonimir Soldo 33' Mario Stanić 63' Igor Tudor 76' | Hampden Park, Glasgow diváci: 47 584 |

| 5. září 2001                                        |          |                                                                                 |                                             |
| San Marino                                          | 0 – 4    | Chorvatsko                                                                      | Stadium Olimpiade, Serravalle diváci: 1 387 |
| Mauro Marani 31' Ermanno Zonzini 45' Andy Selva 52' | (Report) | Niko Kovač 30' 40' Robert Prosinečki 48' 90' Dario Šimić 52' Zvonimir Soldo 77' | Stadium Olimpiade, Serravalle diváci: 1 387 |

| 5. září 2001                                                              |          |                 |                                      |
| Belgie                                                                    | 2 – 0    | Skotsko         | Raja Baudouin, Brusel diváci: 43 500 |
| Eric Van Meir 12' Nico van Kerckhoven 28' Johan Walem 73' Bart Goor 90+3' | (Report) | Scott Booth 80' | Raja Baudouin, Brusel diváci: 43 500 |

| 6. října 2001                           |          |                                            |                                      |
| Skotsko                                 | 2 – 1    | Lotyšsko                                   | Hampden Park, Glasgow diváci: 20 000 |
| Douglas Freedman 44' David Weir 54' 69' | (Report) | Andrejs Rubins 21' Artūrs Zakreševskis 45' | Hampden Park, Glasgow diváci: 20 000 |

| 6. října 2001                                        |          |                     |                                 |
| Chorvatsko                                           | 1 – 0    | Belgie              | Maksimir, Záhřeb diváci: 36 077 |
| Zvonimir Soldo 28' Alen Bokšić 75' Boško Balaban 77' | (Report) | Walter Baseggio 24' | Maksimir, Záhřeb diváci: 36 077 |